# Chi mi ha visto?
Chi mi ha visto? è stato un programma televisivo italiano di montaggio, andato in onda il sabato pomeriggio alle 17 su Rete 4, dal 5 ottobre 1996 fino al 1998, con la conduzione di Emanuela Folliero.

## Il programma
La trasmissione, della durata di circa cinquanta minuti e ideata da Paolo Piccioli, raccontava quindici anni di televisione privata in Italia attraverso filmati tratti dagli archivi delle emittenti Fininvest. In ogni puntata un ospite legato alle reti Mediaset ripercorreva la propria carriera attraverso delle clip che venivano poi commentate in studio insieme alla conduttrice.
Tra gli ospiti che si sono susseguiti nel programma, la cui prima edizione è durata per tutta la stagione televisiva 1996-1997, Alba Parietti, Enrico Beruschi, Gabriella Golia Natalia Estrada e Giorgio Mastrota.

### Collocazione in palinsesto
Il programma è andato in onda nella sua prima edizione ogni sabato dal 5 ottobre 1996 fino al 28 giugno 1997 alle 17; a partire dalla settimana successiva il programma è stato trasmesso in replica in una versione ribattezzata Chi mi ha visto? Estate, con un doppio appuntamento settimanale al martedì e giovedì, ma anticipando l'orario di messa in onda alle 14. È tornato nella sua collocazione originaria a partire dall'autunno 1997, andando in onda per un'altra stagione.